# 京都府道364号中地日吉線
京都府道364号中地日吉線（きょうとふどう364ごう ちゅうじひよしせん）は、京都府京都市右京区から南丹市に至る一般府道である。

## 概要
京都市右京区京北中地町から南丹市日吉町中に至る。
京都市と南丹市との境で持越峠を通過し、大きく北へ迂回する。京北下宇津町から持越峠を経て日吉町中世木に至るまでの区間は非常に狭小であり、車輌の通行には危険を伴う。

### 路線データ
- 起点：京都市右京区京北中地町[注釈 2][1]（国道477号交点[2]）
- 終点：南丹市日吉町中[注釈 3][1]（小道津交差点、京都府道19号園部平屋線交点）
- 重要な経過地：南丹市日吉町中世木[注釈 4][1]

## 歴史
本路線は、道路法（昭和27年法律第180号）第7条の規定に基づいた京都府の一般府道として1959年（昭和34年）に京都府が初めて認定した282路線のうちの1つである。

### 年表
- 1959年（昭和34年）12月18日 - 京都府が中地日吉線（北桑田郡京北町大字中地 - 船井郡日吉町字中、重要な経過地：船井郡日吉町中世木）として府道路線認定。整理番号は一般地方道135号[3]。
- 1994年（平成6年）4月1日 - 京都府が路線番号を再編（路線認定の一部改正）し、重要な経過地を船井郡日吉町字中世木に修正し、整理番号を一般地方道364号に変更[1]。

## 地理
路線認定された1959年（昭和34年）当時は、北桑田郡京北町および船井郡日吉町を通過する路線であったが、平成の大合併によりそれぞれ京都市、南丹市の一部になった。

### 通過する自治体
- 京都府
  - 京都市（右京区） - 南丹市

### 交差する道路
| 交差する道路            | 市町村名 | 市町村名 | 交差する場所 | 交差する場所        |
| ----------------------- | -------- | -------- | ------------ | ------------------- |
| 国道477号               | 京都市   | 右京区   | 京北中地町   | 起点                |
| 京都府道365号中地熊田線 | 京都市   | 右京区   | 京北中地町   |                     |
| 京都府道19号園部平屋線  | 南丹市   | 南丹市   | 日吉町中     | 小道津交差点 / 終点 |

### 沿線
- 桂川（上桂川）
- 日吉ダム
- 道の駅スプリングスひよし

### 峠
- 持越峠[注釈 1]（京都市 - 南丹市）